# Leichtathletik-Weltmeisterschaften 2023/Teilnehmer (Kamerun)
| Goldmedaillen | Silbermedaillen | Bronzemedaillen |
| ------------- | --------------- | --------------- |
| -             | -               | -               |

Der Leichtathletikverband von Kamerun nahm an den Leichtathletik-Weltmeisterschaften 2023 in Budapest teil. Ein Athlet und zwei Athletinnen wurden vom kamerunischen Verband nominiert.

## Ergebnisse

### Männer

#### Laufdisziplinen
| Athlet         | Disziplin | Vorlauf | Vorlauf | Halbfinale | Halbfinale | Finale | Finale |
| Athlet         | Disziplin | Zeit    | Platz   | Zeit       | Platz      | Zeit   | Platz  |
| -------------- | --------- | ------- | ------- | ---------- | ---------- | ------ | ------ |
| Emmanuel Eseme | 100 m     | 10,41 s | 6       | DNQ        | DNQ        | –      | –      |
| Emmanuel Eseme | 200 m     | DNS     | DNS     | DNS        | DNS        | DNS    | DNS    |

### Frauen

#### Sprung/Wurf
| Athletin               | Disziplin  | Qualifikation | Qualifikation | Finale     | Finale |
| Athletin               | Disziplin  | Weite/Höhe    | Platz         | Weite/Höhe | Platz  |
| ---------------------- | ---------- | ------------- | ------------- | ---------- | ------ |
| Véronique Kossenda Rey | Dreisprung | 13,39 m       | 31            | DNQ        | DNQ    |
| Nora Monie             | Diskuswurf | 54,50 m       | 32            | DNQ        | DNQ    |